# 오스트리아의 총리

1867년 오스트리아 제국의 국장

오스트리아의 총리(독일어: Ministerpräsidenten Österreich)는 오스트리아 제국(1804–1867) 및 시스라이타니아(1867–1918)의 정부수반이었다. 1848년 3월 혁명으로 인해 그 직위가 제정되었으나, 첫 총리가 취임한 것은 1852년이다.
1867년 오스트리아-헝가리 제국이 형성되자 국가원수로서의 오스트리아 황제 작위가 오스트리아 황제와 헝가리 국왕으로 나뉘어짐에 따라 정부 수반인 총리 역시 시스라이타니아 총리와 헝가리 총리로 나뉘게 되었다. 1918년 11월 제국이 멸망한 이후 공화국 오스트리아의 정부수반은 "연방총리(Bundeskanzler)"를 명칭으로 사용하고 있다.

## 목록
오스트리아 제국
- 프란츠 안톤 폰 콜로브라트립슈타인스키
- 카를 루트비히 폰 피클몽 백작
- 프란츠 폰 필러스도르프 남작
- 안톤 폰 도플호프-디어 남작
- 요한 폰 바센베르크암프링겐 남작
- 펠릭스 추 슈바르첸베르크 공자
- 카를 페르디난트 폰 부올 백작
- 요한 베른하르트 폰 레흐베르크 운트 로테늘뢰벤 백작
- 오스트리아 대공 라이너 페르디난트
- 디트리히슈타인 공자 알렉산더 폰 멘즈도르프-포우일리 폰 니콜스부르크
- 리하르트 벨크레디 백작
- 브리드리히 페르디난트 폰 베우스트 백작

오스트리아-헝가리 제국 시스라이타니아
- 프리드리히 페르디난트 폰 베우스트 백작
- 아우어스페르크 공자 카를
- 제11대 타페 자작 에두아르트 타페
- 이그나즈 폰 플레너 남작
- 레오폴트 하스너 폰 아르타
- 알프레트 요제프 포토키
- 카를 지크문트 폰 호헨바르트 백작
- 루트비히 프라이헤어 폰 홀츠게탄
- 아우어스페르크 공자 아돌프
- 카를 리터 폰 슈트레마이어
- 제11대 타페 자작 에두아르트 타페
- 빈디슈-그레츠 공자 알프레트 3세
- 에리히 킬만세크 백작
- 카시미르 펠릭스 바데니 백작
- 파울 가우츠슈 폰 프랑켄투른
- 툰 운트 호헨슈타인 공자 프란츠
- 만프레트 폰 클라리-알트링겐 백작
- 하인리히 리터 폰 비테크
- 에르네스트 폰 쾨르버
- 파울 가우트슈 폰 프랑켄투른
- 콘라트 폰 호헤늘로헤-발덴부르크-실링스퓌르스트
- 막스 블라디미르 폰 베크 남작
- 리하르트 폰 비네르트-슈머를링 백작
- 파울 가우트슈 폰 프랑켄투른
- 카를 폰 슈튀르히크
- 에르네스트 폰 쾨르버
- 하인리히 클람-마르티니크
- 에른스트 자이들러 폰 포이흐테네그
- 막스 후사레크 폰 하이늘라인 남작
- 하인리히 라마슈